# Mesocentrotus
Genre
Mesocentrotus est un genre d’oursins (échinodermes) réguliers de la famille des Strongylocentrotidae, que l'on trouve principalement dans l'Océan Pacifique.

## Caractéristiques
Ce sont des oursins dits « réguliers », caractérisés par un test (coquille) rond et des radioles (piquants) réparties sur tout le corps. 
La bouche se situe au centre de la face inférieure (face « orale »), et l'anus à l'opposé, soit au sommet du test.
Ces oursins sont extrêmement proches morphologiquement de ceux du genre Strongylocentrotus, avec lesquels ils sont d'ailleurs encore imparfaitement différenciés par les scientifiques.
On trouve ces oursins principalement dans l'Océan Pacifique Nord-Est, de la Russie à la Californie suivant les espèces.
Ces oursins sont comestibles, et exploités traditionnellement ou industriellement sur les littoraux de plusieurs pays.

## Liste d'espèces
Selon World Register of Marine Species (3 février 2014) et NCBI (3 février 2014) :
- Mesocentrotus franciscanus (A. Agassiz, 1863)
- Mesocentrotus nudus (A. Agassiz, 1863)

La taxinomie des Strongylocentrotidae n'est pas encore très bien établie : certaines classifications placent par exemple M. franciscanus dans le genre Strongylocentrotus. En outre, des études génétiques récentes suggèrent que les espèces Allocentrotus fragilis, Hemicentrotus pulcherrimus, Strongylocentrotus intermedius, Strongylocentrotus purpuratus, Strongylocentrotus pallidus et Strongylocentrotus droebachiensis feraient toutes partie d'un même clade monophylétique, redistribuant ainsi les cartes de ces espèces dans de nouveaux genres.

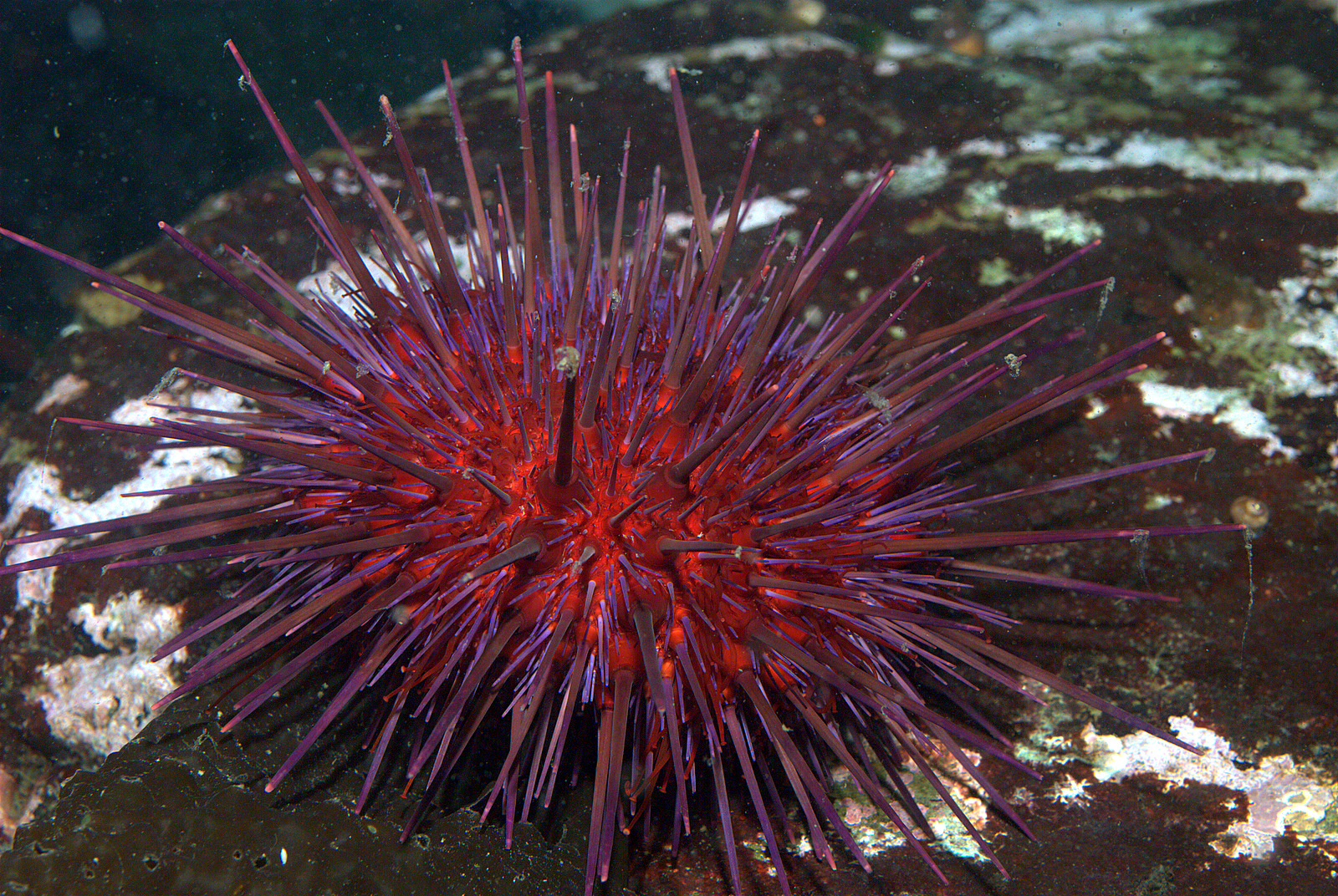
Mesocentrotus franciscanus
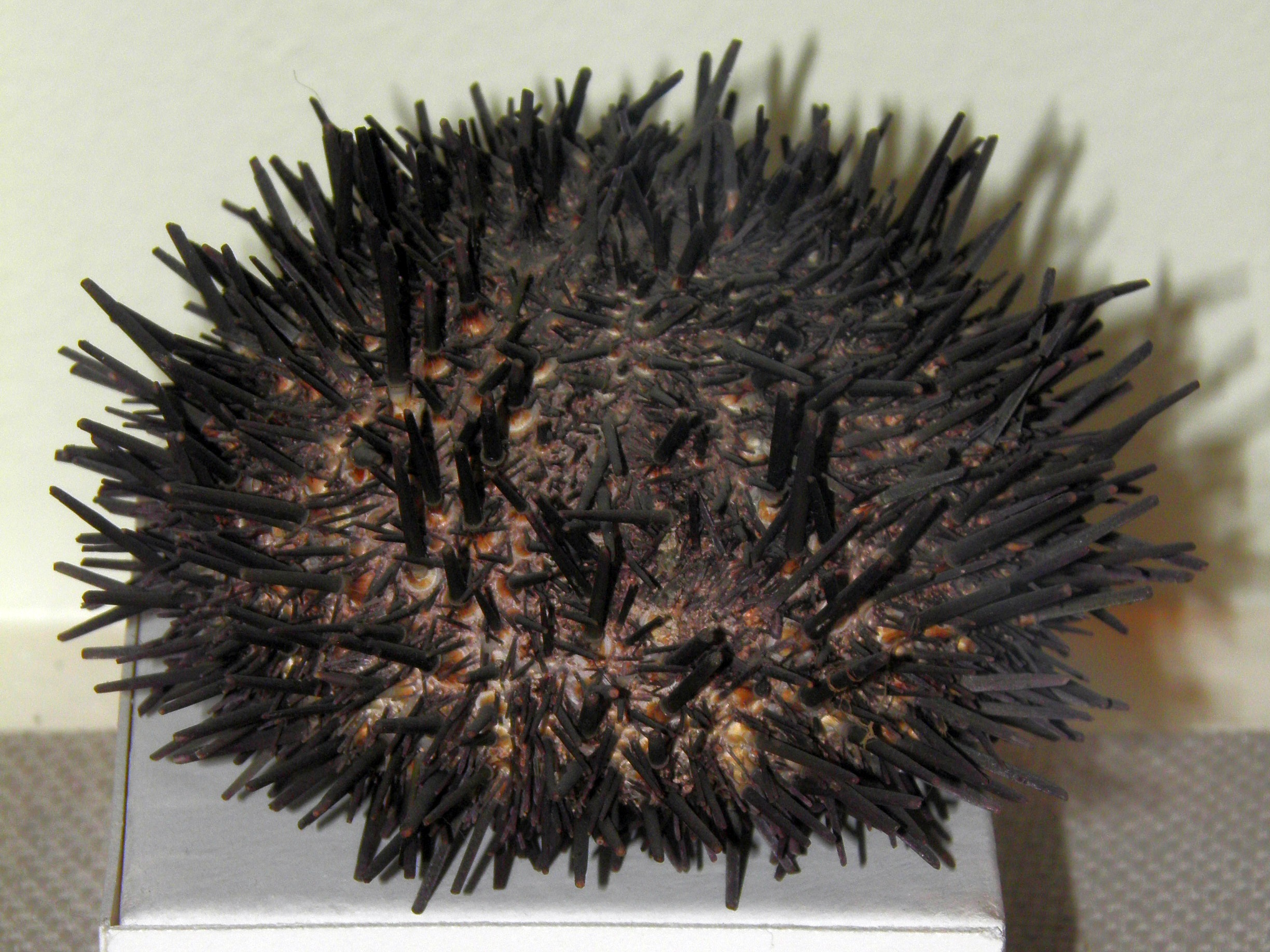
Mesocentrotus nudus